# Waldie Ajaiso
Wally (Waldie) Ajaiso is een Surinaams politicus. Hij was van 2010 tot 2015 lid van De Nationale Assemblée.

## Biografie
Waldie Ajaiso is afkomstig uit Gunsi aan de Boven-Surinamerivier in Sipaliwini op vijf minuten varen van Ladouanie Airstrip. Hier beheerde hij rond 2009 een vakantiekamp met zijn broer. Hij was ongeveer vijftien jaar betrokken bij Radio Muyè als omroeper en presentator.
Hij werd op 25 mei 2010 gekozen als lid van De Nationale Assemblée (DNA). Nog voor het eind van het jaar raakte zijn partij, Broederschap en Eenheid in de Politiek (BEP), verdeeld. De partij stapte uit de A-Combinatie en wilde dat de politici dit ook zouden doen. Net als minister Linus Diko en DNA-lid Diana Pokie besloot ook hij de A-Combinatie te blijven steunen. De BEP royeerde beide DNA-leden en liet hen door het Centraal Hoofdstembureau terugroepen. De rechter besliste in september echter dat het lidmaatschap van de BEP en DNA voor beide geheractiveerd diende te worden.
In aanloop naar de verkiezingen van 2015 sloot Ajaiso zich aan bij A Nyun Combinatie (ANC) onder leiding van Paul Abena. Hij voerde de lijst aan van Sipaliwini maar werd niet gekozen in DNA.